# Broșniv, Rojneativ
Broșniv (în ucraineană Брошнів) este o comună în raionul Rojneativ, regiunea Ivano-Frankivsk, Ucraina, formată numai din satul de reședință.

## Demografie
Componența lingvistică a comunei Broșniv
     Ucraineană (99,45%)
     Alte limbi (0,55%)
Conform recensământului din 2001, majoritatea populației comunei Broșniv era vorbitoare de ucraineană (99,45%), existând în minoritate și vorbitori de alte limbi.